# Пол Гаскойн
Пол Гаскойн (на английски: Paul Gascoigne) е бивш английски футболист, играл за Нюкасъл Юнайтед, Тотнъм Хотспър, Лацио, Рейнджърс, Мидълзбро и Евертън, както и за националния отбор по футбол на Англия.
Гаскойн е роден на 27 май 1967 г. в Гейтсхед. Играе в Нюкасъл от 1983 до 1988 г., Тотнъм през 1988-1992 г., Лацио от 1992 до 1995 г., Рейнджърс 1995-1998 г., Мидълзбро 1998 - 2000 г., Евертън от 2000 г. През 1988 г. е обявен за най-добър млад играч. В Англия печели купата с Тотнъм през 1991 г.
В националния отбор дебютира на 14 септември 1988 г. срещу Дания. Участва на Световното първенство през 1990 г. и на Европейското първенство през 1996 г.
След като печели наградата за най-добър млад играч на годината през 1988 година в тима на Нюкасъл, интерес към Пол Гаскойн веднага проявяват Манчестър Юнайтед и Тотнъм. Сър Алекс Фъргюсън успява да получи устна договорка с футболиста, който обаче е изкушен с доста по-добри условия от ръководството на Тотнъм и в крайна сметка Гаскойн преминава на „Уайт Харт Лейн“.